# Вторжение зайгонов
«Вторжение зайгонов» (англ. The Zygon Invasion) — седьмая серия девятого сезона британского научно-фантастического телесериала «Доктор Кто». Премьера серии состоялась 31 октября 2015 года на канале BBC One.
В данной истории из двух эпизодов вернулась Ингрид Оливер в роли Осгуд, убитой Мисси в финале восьмого сезона «Смерть на небесах», Джемма Редгрейв в роли главы ЮНИТа Кейт Стюарт, а также зайгоны, которых в последний раз видели в спецвыпуске «День Доктора».

## Синопсис
До сих пор раса меняющих облик пришельцев зайгонов тайно проживала на Земле среди людей, неизвестная и никем не замечаемая. Доктор, Клара и ЮНИТ распределяют свои силы по всему миру в попытке освободить Осгуд, похищенную шайкой зайгонов. Удастся ли им вовремя спасти её и подавить восстание прежде, чем станет слишком поздно?

## Съёмки
Вместе с эпизодом «Преображение зайгонов» серия вошла в четвёртый съёмочный блок. Съёмки проходили в мае 2015 года.